# Skin-walker

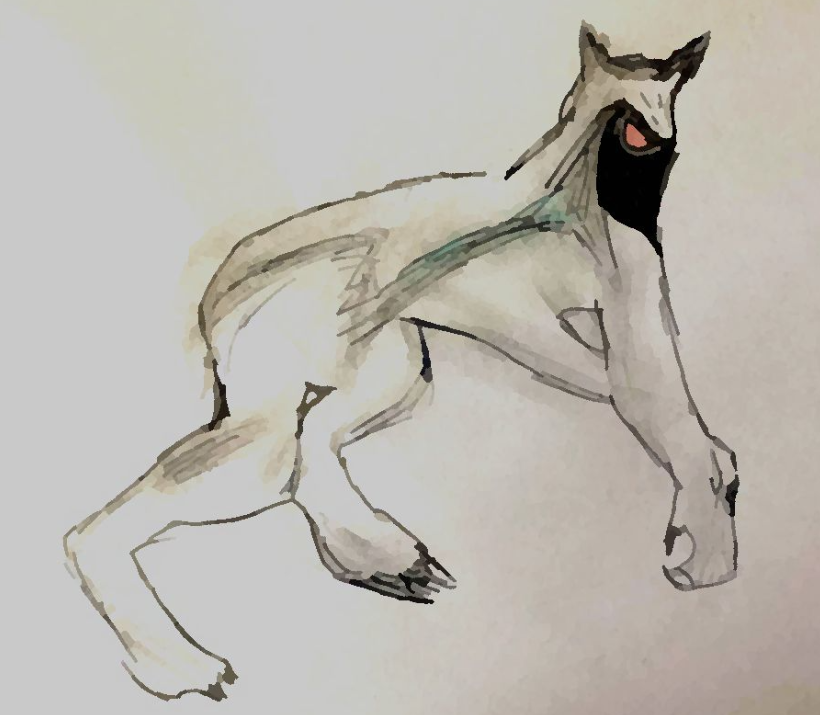
Artystyczna interpretacja Skin-walkera

W kulturze Nawahów, skin-walker (Nawaho: yee naaldlooshii) to rodzaj szkodliwej wiedźmy, która ma zdolność przemieniania się w zwierzę, opętywania lub przebierania się za zwierzę.

## Tło
W języku Nawaho, yee naaldlooshii tłumaczy się jako "przy jego pomocą, chodzi na czterech łapach". Choć być może najczęstszy wariant spotykany w horrorach dla osób spoza kultury Navajo, yee naaldlooshii to jedna z wielu odmian skin-walkerów w kulturze Nawaho, konkretnie są to typ 'ánti'įhnii. Legendy o skin-walkerach nie są dobrze zrozumiane poza kulturą Nawaho, zarówno ze względu na niechęć do dyskutowania na ten temat z osobami spoza społeczności, jak i na brak niezbędnego kontekstu kulturowego, w jakim osadzone są te opowieści, jak twierdzi Adrienne Keene, naukowiec z Czirokezkiego Narodu.

## Legenda
Zwierzęta związane z czarnoksięstwem obejmują zazwyczaj drapieżne gatunki. Jednak może obejmować inne stworzenia, zwykle te związane ze śmiercią lub złymi znamionami. Mogą również opętywać żywe zwierzęta lub ludzi i chodzić w ich ciałach. Interpretacje opowieści o skin-walkerach przez osoby spoza kultury tubylczej zazwyczaj przyjmują formę częściowych opowieści o spotkaniach na drodze, gdzie bohater jest chwilowo bezbronny, ale potem ucieka przed skin-walkerem w sposób niewidziany tradycyjnie w opowieściach Nawaho.